# Venaco
Venaco es una comuna y población de Francia, en la región de Córcega, departamento de Alta Córcega. Es la cabecera y mayor población del cantón de su nombre.
Su población en el censo de 1999 era de 657 habitantes.